# Enciklopedija pravljic
Enciklopedija pravljic (v izvirniku nemško Enzyklopädie des Märchens) je nemško znanstveno folkloristično delo, ki je izšlo že v štirinajstih zvezkih in je prepoznano, kot najbolj referenčno delo v folkloristiki. Začetnik raziskav je bil Kurt Ranke v šestdesetih letih dvajsetega stoletja, nadaljeval pa je urednik Rolf Wilhelm Brednich, oba na Akademiji za umetnost v Göttingnu (Akademie der Wissenschaften zu Göttingen) .
Predhodnik tega dela je bila »Žepna knjiga nemških pravljic« (Handwörterbuch des deutschen Märchens), kjer pa sta izšla le dva zvezka .
Prvi članek Aarne, Antti Amatus je izšel leta 1975 in prvi zvezek leta 1977. Do leta 2014 je izšlo že štirinajst zvezkov v katerih je skupno okoli 3900 člankov, ki so abecedno urejeni napisanih od več kot 800 avtorjev iz 60. držav.
Enciklopedija pravljic prinaša pregled naslednjih področji, ki so relevantna pri raziskovanju ljudskega pripovedništva: 
- Teorije in metodologije;
- Žanre, vprašanje stilov, struktor, teksta in konteksta;
- Pomembni tipi pravljic in motivi;
- Življenjepisi znanstvenikov, zbirateljev in avtorjev;
- Nacionalno in regionalno pokritost.

## Zbirka
Začetnik projekta je bil Kurt Ranke v šestdesetih letih dvajsetega stoletja z majhno ekipo, s katero je prvi zvezek izdal leta 1975. Nasledil ga je Rolf Wilhelm Brednich, ki je končal projekt. Ostali uredniki so bili še Elfriede Moser-Rath (1963-1987),  Max Lüthi (1973-1984), Rudolf Schenda (1973-1992), Lutz Rohrich (1973-2006) in Regina Bendix (2005-2006). Tehnični uredniki so bili Doris Boden, Ulrich Marzolph, Ulrike-Christine Sander in Christine Shojaei Kawan.